# Ерастова, Татьяна Сергеевна
Татья́на Серге́евна Ера́стова (род. 6 июля 1947, Спасск-Дальний, Приморский край, РСФСР, СССР) — советская и российская оперная певица (меццо-сопрано), солистка Большого театра в 1977—2017 гг.. Народная артистка РФ (1994).

## Биография
Родилась 6 июля 1947 года в Спасске-Дальнем Приморского края в семье военнослужащего.
В 1966 году уехала в Ленинград, где была принята в народную школу при Ленинградском музыкальном училище им. Н. А. Римского-Корсакова. В 1968—1973 гг. обучалась в Ленинградской государственной консерватории имени Н. А. Римского-Корсакова (класс Н. Серваль). На четвёртом курсе была приглашена в Малый театр оперы и балета им. М. П. Мусоргского.
С 1973 по 1977 — солистка Малого театра оперы и балета им. М. П. Мусоргского.
В 1974 году получила III премию на Международном конкурсе имени П. И. Чайковского.
В 1977 году была приглашена в Большой театр Союза ССР. Дебютировала в партии Жени Комельковой в опере К. Молчанова «Зори здесь тихие».
Имеет большой концертный репертуар, включающий старинные русские романсы, романсы Чайковского, Варламова, Рахманинова, арии из опер.
В 2005 году выступила на фестивале имени Яна Кепуры в Польше.

## Партии
- «Майская ночь» Н. А. Римского-Корсакова — Ганна
- «Царская невеста» Н. А. Римского-Корсакова — Любаша
- «Евгений Онегин» П. И. Чайковского — Ольга
- «Дон Карлос» Дж. Верди — Эболи
- «Ифигения в Авлиде» К. В. Глюка — Клитемнестра
- «Не только любовь» Р. К. Щедрина — Варвара
- «Зори здесь тихие» К. В. Молчанова — Женя Комелькова
- «Отелло» Дж. Верди — Эмилия
- «Снегурочка» Н. А. Римского-Корсакова — Лель, Весна-Красна
- «Князь Игорь» А. П. Бородина — Кончаковна
- «Хованщина» М. П. Мусоргского — Марфа
- «Руслан и Людмила» М. И. Глинки — Наина
- «Пиковая дама» П. И. Чайковского — Полина, Графиня
- «Мазепа» П. И. Чайковского — Любовь
- «Война и мир» С. С. Прокофьева — Элен, Ахросимова
- «Борис Годунов» М. П. Мусоргского — Марина Мнишек, Фёдор, шинкарка
- «Кармен» Ж. Бизе — Кармен
- «Трубадур» Дж. Верди — Азучена
- «Бал-маскарад» Дж. Верди — Ульрика
- «Фауст» Ш. Гуно — Зибель
- «Любовь к трём апельсинам» С. С. Прокофьева — Клариче
- «Чио-Чио-сан» Дж. Пуччини — Сузуки
- «Каменный гость» А. С. Даргомыжского — Лаура
- «Игрок» С. С. Прокофьева — Мадемуазель Бланш
- «Катерина Измайлова» Д. Д. Шостаковича — Сонетка
- «Обручение в монастыре» С. С. Прокофьева — Клара
- «Золото Рейна» Р. Вагнера — Фрикка
- «Повесть о настоящем человеке» С. С. Прокофьева — Варя
- «Сельская честь» П. Масканьи — Лола
- «Млада» Н. А. Римского-Корсакова — Морена
- «Риголетто» Дж. Верди — Маддалена
- «Ночь перед Рождеством» Н. А. Римского-Корсакова — Царица
- «Опричник» П. И. Чайковского — Боярыня Морозова
- «Русалка» А. С. Даргомыжского — Княгиня
- «Адриана Лекуврёр» Ф. Чилеа — Принцесса Буйонская
- «Иоланта» П. И. Чайковского — Марта
- «Золотой петушок» Н. А. Римского-Корсакова — Амелфа

## Награды
- Народная артистка РФ (1994) — за большие заслуги в области музыкального искусства[1].
- Заслуженная артистка РСФСР (1986)
- Орден Почёта (2001) — за большой вклад в развитие отечественного музыкально-театрального искусства[2]
- III премия Международного конкурса имени Чайковского (1974)